# 墨西哥女郎
墨西哥女郎，是一首混合英語歌詞及粵語獨白的香港歌曲，推出於1965年，由外藉樂隊The Fabulous Echoes演唱、諧星鄧寄塵獨白，改編自英語歌曲飛毛腿岡薩雷斯，為鄧寄塵最為後世熟知的音樂作品之一。

## 背景與改編
墨西哥女郎改編自1960年代初英語歌曲飛毛腿岡薩雷斯（Speedy Gonzales）。飛毛腿岡薩雷斯一曲取材自同名卡通角色飛毛腿岡薩雷斯（又譯作「飛飛鼠」），該角色是生活於墨西哥的擬人化老鼠，設定為「全墨西哥最快的老鼠」。飛毛腿岡薩雷斯一曲原唱為美國藝人大衛·赫斯，由他聯同Buddy Kaye及Ethel Lee創作，推出於1961年；美國歌手帕特·布恩於1962年推出其版本，大獲成功，讓此歌廣為流行。帕特·布恩的版本前奏中有一段帕特·布恩的獨白，間奏中亦有一些模仿飛毛腿岡薩雷斯墨西哥口音的獨白，墨西哥女郎正是改編自此版本:101。
1960年代香港出現西式流行樂隊熱潮:15-29:8，發行墨西哥女郎的唱片公司鑽石唱片由葡萄牙人Da Silva創立，以代理外地英語歌曲、製作及發行本地英語歌曲為主要業務:18,25。演唱此歌英語歌詞的是鑽石唱片旗下樂隊The Fabulous Echoes（又稱迴音樂隊），該樂隊由菲律賓籍樂師為骨幹，後加入其他外籍成員，是該時期最早冒起的西式樂隊之一:99。而負責粵語獨白的藝人鄧寄塵則以詼諧演出見稱，活躍於廣播劇、粵語片、諧趣粵曲及粵語流行曲，人稱「諧劇大王」:276。鑽石唱片曾為鄧寄塵灌錄多張唱片，並促成此中西合璧之作，被視為破格之舉:101、奇事。
墨西哥女郎由The Fabulous Echoes負責正式演唱部分，此部分完全沿用飛毛腿岡薩雷斯一曲的英語歌詞:8；鄧寄塵則負責獨白及「la la la......」部分（原曲中此部分為女聲），粵語獨白主要是對原曲英語獨白的意譯（包括歌者帕特·布恩的獨白及飛毛腿岡薩雷斯的獨白，均變為由鄧寄塵一人演繹），略作本地化修飾，如開首「It was a moonlit night in old Mexico, I walked alone between some old adobe haciendas. Suddenly, I heard the plaintive cry of a young Mexican girl: la la la......」，譯為：「有晚，好好月光，我一個人行過墨西哥一間古老大屋度，忽然間聽到一個墨西哥女仔唱：la la la......」，歌名「墨西哥女郎」即取自此句。
關於此歌的源起，據鄧寄塵憶述，當時有「扭腰舞大王」之稱的美國藝人恰比·却克到香港演出，從本地藝人中挑選了鄧寄塵與女歌手江玲（The Fabulous Echoes曾為其伴奏樂隊:18）在南華會球場合作表演，但鄧寄塵並不懂唱英語歌及跳扭腰舞，鑽石唱片遂想出由The Fabulous Echoes與鄧寄塵合作演唱中西合璧版本的飛毛腿岡薩雷斯，雙方均不知對方在唱什麼。由於該表演反應熱烈，後來便為此歌灌錄了唱片。

## 發行
此歌收錄於鄧寄塵的唱片《鄧寄塵之歌》，1965年由鑽石唱片發行。:277
鑽石唱片後被寶麗多唱片收購，1970年代末寶麗多經合併後成為寶麗金，再於1990年代末被環球唱片收購:29。香港環球唱片曾分別於2006年發行鑽石唱片名曲選集《鑽石名曲選》，及於2015年發行旗下各舊廠牌的名曲選集《Celebration 45th Anniversary 環球誌101》，均有收錄此歌。

## 迴響與評價
此歌是鄧寄塵最為後世熟知的音樂作品之一:276，獨白表現了鄧寄塵的詼諧演繹風格。一說此歌是在1980年代突然流行起來。
雖然此歌只有獨白部分為粵語，但亦被一些著作歸入粵語流行曲之列:276:8。音樂學者楊漢倫、余少華稱此歌為「跨界和融合的最佳例子」；雖然原創性並不高，但他們認為此歌的中西結合「甚具創意和創新」。:8,17
國際關係學者沈旭暉則指出原曲英語版獨白中有很多關於墨西哥文化的名詞，但在此歌的粵語版獨白中均被修改，無助華人聽眾認識墨西哥文化，但同時改詞的在地化程度也不高。

## 再改編
1985年，晚年的鄧寄塵參演電影《開心鬼放暑假》，其中他與開心少女組飾演的中學女生們表演了一場歌舞，此幕插曲是改編自墨西哥女郎的理想，由開心少女組的陳加玲演唱，鄧寄塵獨白，歌詞與獨白均為重新創作，全為粵語，填詞人為身兼該電影主演、監製、編劇的黃百鳴。理想後被收錄於開心少女組同年的專輯《開心少女組》（寶麗多廠牌發行）。:142,277
2001年，香港混音專輯《Best Of Ultra Mix 2001》收錄了由Jamaster A（楊振龍）進行混音的派對音樂版本，名為Mexican Girl。